# Park Ji-Min (actrice)
Pour les articles homonymes, voir Park Ji-Min (homonymie).
Dans ce nom coréen, le nom de famille, Park, précède le nom personnel.
Park Ji-Min (née en 1988) est une actrice et artiste-plasticienne française d'origine sud-coréenne connue notamment pour ses rôles dans le film Retour à Séoul de Davy Chou et dans la série télévisée La Maison.

## Biographie
Park Ji-Min est née et a vécu jusqu'à l'âge de neuf ans, à Séoul, en Corée. Ses parents, artistes, « rêvent d'ailleurs » et veulent soustraire leurs enfants à la pression de la réussite omniprésente en Corée. Ils immigrent avec leurs enfants en France. Park Ji-Min vit de plein fouet la difficulté de l'adaptation à un nouveau pays.
Après son bac,elle rejoint l’École nationale supérieure des Arts Décoratifs de Paris.
Elle devient plasticienne avant d'accepter le rôle principal dans le film de Davy Chou, Retour à Séoul.
Elle a développé son attrait pour le cinéma depuis l'enfance, grâce à l'influence de son père,mais elle n'a pas cherché à y faire carrière. David Chou la sollicite pour jouer le personnage principal de son film Retour à Séoul, sur les conseils d'un ami. Elle hésite avant d'accepter et travaille à la réécriture du rôle pendant un an, pour qu'il soit en accord avec son engagement féministe.

## Filmographie

### Cinéma
- 2022 : Retour à Séoul de Davy Chou : Frédérique Benoît, dite Freddy[6]
- 2025 : La Petite Dernière de Hafsia Herzi : Ji-Na[7]
- 2025 : Love Me Tender d'Anna Cazenave Cambet : Victoire
- 2025 : Vie privée de Rebecca Zlotowski : Vanessa Haddad-Park

### Télévision
- 2024 : La Maison (10 épisodes), créé par José Caltagirone et Valentine Milville, réalisée par Fabrice Gobert et Daniel Grou : Ye-Ji Kang

## Arts plastiques
Le travail plastique de Park Ji-Min se déploie au travers de formes multiples : dessins, objets, ou vidéos. Elle décrit son art comme une recherche identitaire, une exploration des espaces de paradoxe. 

### Expositions
- 2019 : Salon de Montrouge, 62ème édition[9]
- 2021 : 100%, L'expo Sorties d'écoles, Grande Halle de La Villette.
- 2023 : Circonstances Galerie, Nice.
- 2024 : Arcanes, rituels et chimères, Exposition collective, FRAC Corsica[10].